# قائمة أكبر الدول تصديرا للحيوانات الحية
فيما يلي قائمة أكبر البلدان تصديرا للحيوانات الحية، تعود لبيانات لعام 2019، والقيمة بملايين الدولارات الأمريكية، كما أفاد مركز التجارة الدولية. في القائمة التالية يتم سرد أكبر عشرين دولة تصديرًا للحيوانات.
| #  | دولة             | قيمة الصادرات (ملايين الدولارات) | الصادرات الرئيسية                                 |
| -- | ---------------- | -------------------------------- | ------------------------------------------------- |
| 1  | فرنسا            | 2,400                            | ماشية والخيول والخنازير والدجاج والبقر            |
| 2  | هولندا           | 2,297                            | الخنازير والخيول والدجاج والماشية                 |
| 3  | الدنمارك         | 1,547                            | الخنازير والماشية والدجاج والخيول                 |
| 4  | ألمانيا          | 1,504                            | الدجاج والماشية والخيول والخنازير والدجاج الرومي  |
| 5  | كندا             | 1,492                            | ماشية والخنازير والخيول ، والبيسون والدجاج الرومي |
| 6  | أستراليا         | 1,486                            | الماشية والخيول والأغنام                          |
| 7  | الولايات المتحدة | 1,053                            | الدجاج والخيول والماشية                           |
| 8  | المكسيك          | 831                              | الماشية والأبقار والخيول                          |
| 9  | إسبانيا          | 796                              | الماشية والخنازير والأغنام والدجاج                |
| 10 | بلجيكا           | 753                              | الخنازير والماشية والدجاج والحشرات                |
| 11 | المملكة المتحدة  | 726                              | الخيول والدجاج والأغنام والدجاج الرومي            |
| 12 | هونغ كونغ        | 570                              | الخيول والزواحف                                   |
| 13 | الصين            | 509                              | الخنازير والأبقار والقرود والزواحف                |
| 14 | أيرلندا          | 509                              | الخيول والماشية والخنزير                          |
| 15 | السودان          | 502                              | الأغنام والأبقار والماعز والجمال                  |
| 16 | رومانيا          | 489                              | الأغنام والماشية والدجاج والأبقار                 |
| 17 | المجر            | 469                              | الماشية والدجاج والأغنام والخنازير                |
| 18 | البرازيل         | 456                              | ماشية ودجاج وبقر                                  |
| 19 | تايلاند          | 381                              | الماشية والخنازير والبيسون                        |
| 20 | جمهورية التشيك   | 376                              | ماشية والخنازير ودجاج والإوز والدجاج الرومي       |